# The Lawless Breed
The Lawless Breed is een Amerikaanse western uit 1953 onder regie van Raoul Walsh. De film werd destijds in Nederland uitgebracht onder de titel Met de dood op de hielen.

## Verhaal
John Wesley Hardin tracht zijn zoon op het rechte pad te houden door hem zijn levensverhaal te vertellen. Door zijn bestaan als gokker en revolverheld belandt hij voor zestien jaar achter de tralies in Huntsville.

## Rolverdeling
| Acteur          | Personage                   |
| --------------- | --------------------------- |
| Rock Hudson     | John Wesley Hardin          |
| Julie Adams     | Rosie McCoy                 |
| Mary Castle     | Jane Brown                  |
| John McIntire   | J.G. Hardin / John Clements |
| Hugh O'Brian    | Ike Hanley                  |
| Dennis Weaver   | Jim Clements                |
| Forrest Lewis   | Zeke Jenkins                |
| Lee Van Cleef   | Dirk Hanley                 |
| Tom Fadden      | Chick Noonan                |
| Race Gentry     | Jonge John Hardin           |
| Richard Garland | Joe Clements                |
| Glenn Strange   | Ben Hanley                  |
| William Pullen  | Joe Hardin                  |